# Grätenfische
Die Grätenfische (Albulidae) sind eine 13 Arten in drei Gattungen umfassende Familie der Knochenfische. Sie stehen allein in der Ordnung der Grätenfischartigen (Albuliformes).

## Merkmale
Grätenfische haben einen langgestreckten mit silbrigweißen Cycloidschuppen besetzten Körper. Der Kopf ist schuppenlos und durch einen Ring großer Schuppen vom Körper abgesetzt. Das Maul ist spitz und bei der Gattung Albula unterständig. Die Schwimmblase ist groß und kann zur Luftatmung genutzt werden. Grätenfische leben pelagisch im Meer, seltener im Brack- und Süßwasser. Sie ernähren sich von benthischen Wirbellosen. Grätenfische sind durch Fossilien schon aus der Kreidezeit bekannt.
Ihre Larvenform, die Leptocephaluslarve, zeigt, dass sie mit den Aalartigen (Anguilliformes) verwandt sind. Sie leben hauptsächlich im Meer, aber auch im Brack- und Süßwasser in den Tropen. Ihre maximale Länge beträgt 1 Meter.

## Innere Systematik
Die Familie der Grätenfische wird in zwei Unterfamilien unterteilt.

### Unterfamilie Albulinae
Die Arten der Unterfamilie Albulinae besitzen eine kurze Rückenflossenbasis, die Rückenflosse hat 16 bis 21 Flossenstrahlen. Die Anzahl Kiemenreusenstrahlen bei 15 bis 17, die der Branchiostegalstrahlen bei 10 bis 16. Die Kiemenregion wird von unten zusätzlich durch eine schmale, mittig liegende Kehl-Knochenplatte (Gularia) geschützt. Die Maxillare und Zunge sind zahnlos. Auf dem Parasphenoid finden sich Mahlzähne.
Schuppenformel: SL 66-84, 69 bis 80 Wirbel.
- Gattung Albula
  - Albula argentea (Schneider, 1801).
  - Albula esuncula (Garman 1899).
  - Albula gilberti Pfeiler & van der Heiden, 2011.
  - Albula glossodonta (Forsskål 1775).
  - Albula goreensis Valenciennes, 1847.
  - Albula koreana Kwun & Kim, 2011.
  - Albula nemoptera (Fowler, 1911).
  - Albula oligolepis Hidaka, Iwatsuki & Randall, 2008.
  - Albula pacifica (Beebe, 1942).
  - Albula virgata Jordan & Jordan 1922.
  - Albula vulpes (Linnaeus, 1758).

### Unterfamilie Pterothrissinae
Die Arten der Unterfamilie Pterothrissinae besitzen eine lange Rückenflossenbasis, die Rückenflosse hat 55 bis 65 Flossenstrahlen. Die Anzahl der Branchiostegalstrahlen liegt bei sechs. Eine zusätzliche Kehl-Knochenplatte (Gularia) fehlt. Jede Maxillare ist mit sechs bis sieben Zähnen besetzt.
Schuppenformel: SL 85-112, 107 Wirbel.

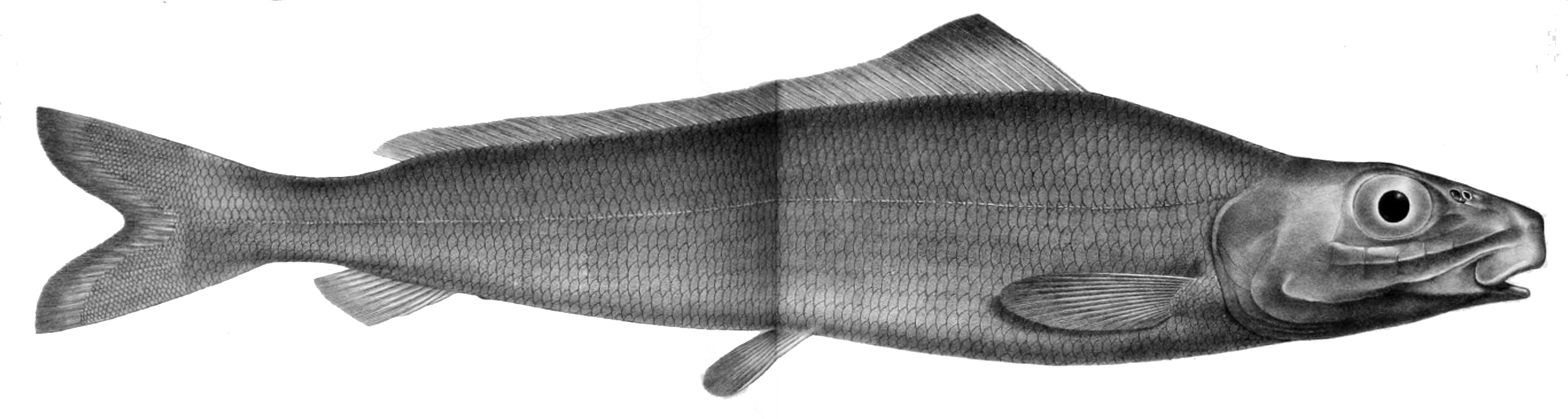
Pterothrissus gissu, Zeichnung aus “Report on the Deep-Sea Fishes collected by H.M.S. Challenger during the years 1873–1876” von Albert Günther, 1887

- Gattung Nemoossis Hidaka et al., 2016[1]
  - Nemoossis belloci (Cadenat, 1937).
- Gattung Pterothrissus (syn. Istieus  Agassiz 1844, fossil).
  - Pterothrissus gissu Hilgendorf, 1877.